# Semiothisa confusaria
Semiothisa confusaria là một loài bướm đêm trong họ Geometridae.